# Ocyptamus panamensis
Ocyptamus panamensis är en tvåvingeart som först beskrevs av Charles Howard Curran 1930. Ocyptamus panamensis ingår i släktet Ocyptamus och familjen blomflugor.
Artens utbredningsområde är Panama. Inga underarter finns listade i Catalogue of Life.